# Amduat
El llibre de l'Amduat, també conegut com el "Text de la cambra secreta" o "Llibre d'allò que és al més enllà" i també, popularment, com al "Llibre de les hores (de Ra)", és un recull de textos litúrgics que es remunten a les primeres dinasties de l'antic Egipte. És el text funerari més antic del qual es té constància. Es va trobar per primera vegada representat a la tomba doble de Tuthmosis I i Hatshepsut, la KV20, de la Vall dels Reis, prop de l'antiga Tebes (avui la ciutat de Luxor). La versió més completa es troba a la tomba de Tuthmosis III, la KV34 on apareixen els textos i les representacions gràfiques que a vegades els acompanyen.
Els textos relaten el viatge del déu Ra, déu del sol, per la Duat, el més enllà, durant les dotze hores nocturnes. Cada hora és un capítol del llibre i simbolitza una de les dotze regions de l'Inframon. Ra, navegant en la seva barca solar, ha de superar els perills de cada zona i així podrà renéixer com a Khepri, l'escarabat, quan resorgeixi per l'est, i el món podrà gaudir del sol un altre dia. En les tombes reials, el faraó, assimilat a Ra, ha de passar tots aquests perills i superar totes les proves, així es convertirà en el déu i en el missatger del poble a l'hora, i portarà la bona fortuna a Egipte.

## Les hores

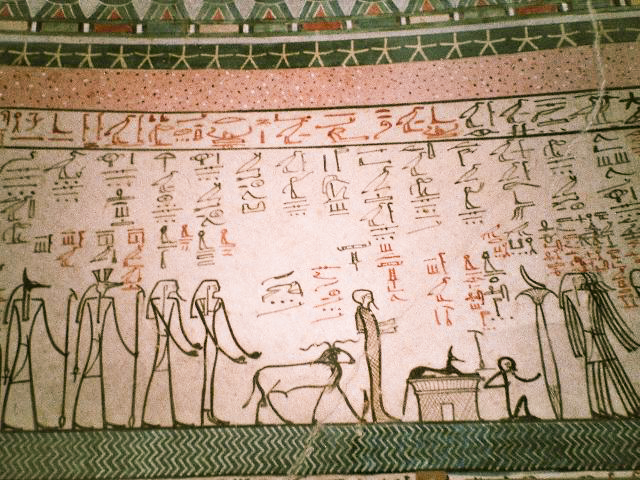
Tercera hora. KV34

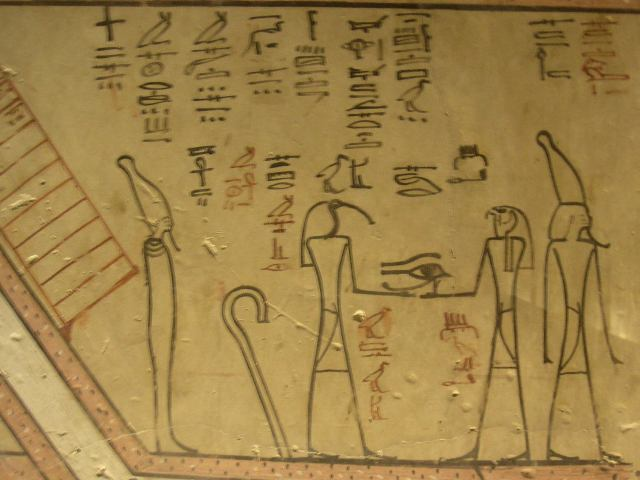
Quarta hora. KV34

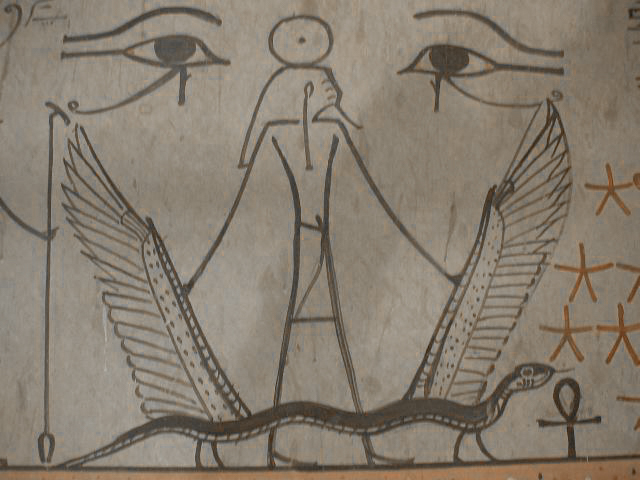
Onzena hora. KV34

Durant la primera hora, la que correspon al capvespre, el déu sol atravessa l'horitzó de l'oest (Akhet), que representa la transició entre el dia i la nit, i és venerat pels déus de l'altre món.
Durant la segona i la tercera hores Ra atravessa el món aquàtic anomenat 'Wernes', on canvia de barca, i les 'Aigües d'Osiris', mentre el seu seguici de déus el condueix cap als camps fèrtils de la Duat.
Durant la quarta hora, Ra arriba al reialme de sorra de Sokar, el déu falcó de l'inframon, allà ha de superar les proves i vèncer la mort, travessant el turó de Sokar, en forma de cap humà guardat per Aker. Khepri neix del turó, enfortit pels raigs del sol (Ra) i s'assimila a Osiris, el déu dels morts.
Durant la cinquena hora, Ra descobreix la tomba d'Osiris, a sobre la tomba hi ha una piràmide associada a la deessa Isis, on s'han aturat la mateixa Isis i Neftis, la seva germana i rival, transformades en dos milans.
Durant la sisena hora, que representa la mitjanit, l'ànima de Ra s'uneix a Osiris (existeixen diverses versions sobre aquest fet), En aquest moment el sol inicia la seva regeneració, és un moment simbòlic, però de gran perill, ja que
durant la setena hora, Apofis, la serp, el seu etern rival, l'espera per a enfrontar-s'hi. Diversos déus ajuden Ra a matar la serp, Isis l'ajuda amb la seva màgia i Seth amb la seva força, mentre que Selkis, al deessa escorpí protectora dels faraons, subjecta Apofis i fa que els seus ajudants l'esquarterin. La resta d'enemics també queden vençuts.
Quan tot això s'ha acabat, durant la vuitena hora, Ra obre les portes de la tomba i abandona l'illa desèrtica de Sokar. Rema fort i es dirigeix cap a les aigües de la novena hora.
Durant la desena hora, el procés de regeneració continua, Ra se submergeix dins les aigües de l'abisme i sobrepassa els difunts que les habiten.
Durant l'onzena hora, Ra recupera els ulls - símbol de salut - i Horus venç els enemics d'Osiris.
Finalment arriba la dotzena hora, la transició definitiva cap a la vida, amb el pas per l'horitzó de l'est, la que correspon a l'alba. La barca de Ra, precedida per una gran serp arriba al final de la Duat, entra per la cua de la serp i en surt per la boca, assimilat a Khepri, mentre que Shu, déu de l'aire li dona la benvinguda.

## L'Amduat a les tombes

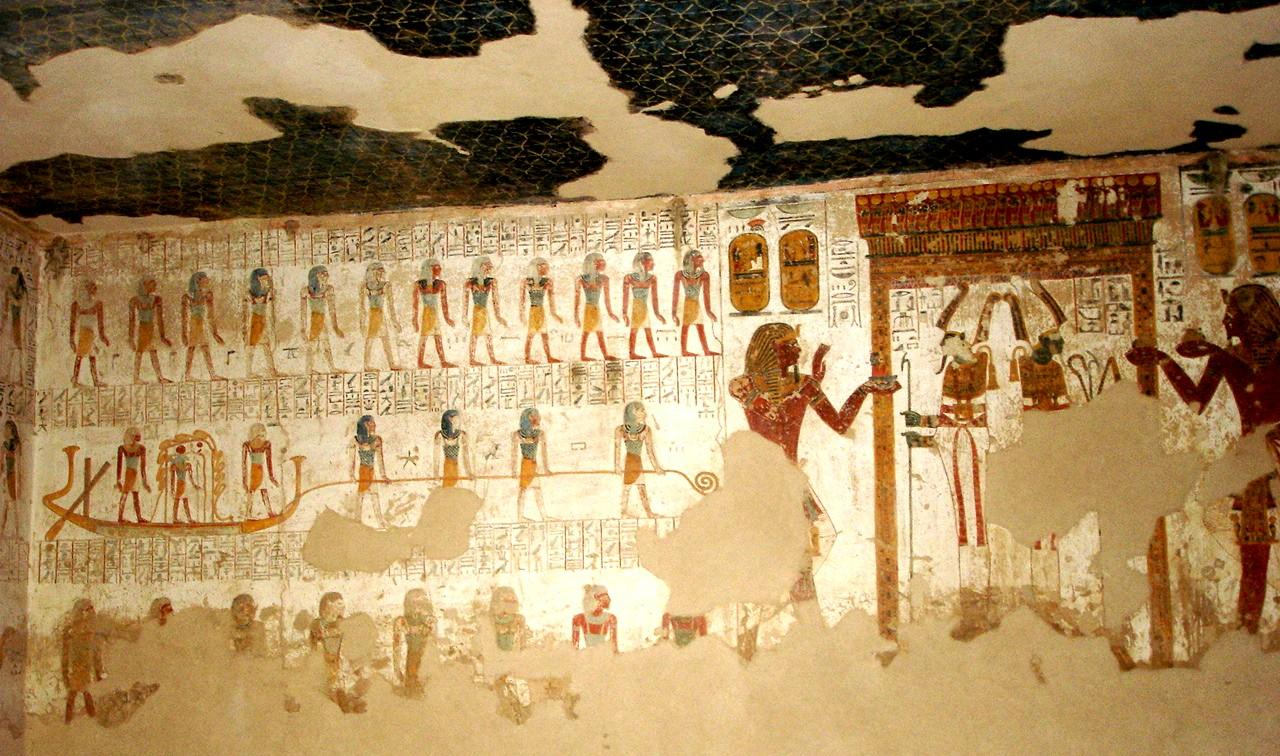
Llibre de l'Amduat

L'Amduat és un dels textos preferits en les tombes dels sobirans de l'Imperi Nou, especialment dels de la dinastia XVIII. A partir del tercer període intermedi el text es popularitza i es comença a copiar a les tombes parcialment, relatant-ne només alguns dels capítols o hores i no el text sencer dels hipogeus de la Vall dels Reis.
La història prové dels sacerdots d'Heliòpolis, que veneraven el déu Ra per sobre de tots. L'Amduat exalta els valors del déu, el seu poder i mostra la resta de déus i criatures mitològiques com a inferiors, alguns formen part del seu seguici i el guien i protegeixen i els altres, que el combaten, són vençuts. El déu apareix en totes les seves formes, el mateix Ra, Khepri i Aton, així com l'ull d'Horus/Ra, l'Udjat i el mateix Horus, amb qui s'assimilava formant Ra-Horakhty.
A les tombes, l'Amduat va sovint associat a la "Lletania de Ra", unes pregàries que alaven els valors de Ra amb qui s'ha d'assimilar el difunt per a superar les proves de les hores.